# Domaszewicze
Domaszewicze (biał. Дамашэвічы; ros. Домашевичи) – wieś na Białorusi, w rejonie baranowickim obwodu brzeskiego, około 8 km na północ od Baranowicz.
Znajduje się tu stacja kolejowa Domaszewicze leżąca na linii Baranowicze – Lida.

## Historia
Pierwsza znana dziś wzmianka o Domaszewiczach pochodzi z XV wieku, były wymieniane również w spisie z 1597 roku. W I połowie XIX wieku należały do rodziny Korbutów herbu Korczak. W 1846 roku M. Korbut sprzedał majątek J. Neuhoff-Leyowi (w niektórych źródłach pisanemu Neuhoff von der Ley albo po prostu Lej), który kilka lat później kupił również pobliskie Siehniewicze (które pozostały własnością tej rodziny do 1939 roku). W 1888 roku właścicielką Domaszewicz była już Nadieżda Pawłowa, a w 1911 – Aleksander Fon-Miller. W latach 70. XIX wieku majątek liczył 1170 mórg, przed I wojną światową – 831 dziesięcin.
Po III rozbiorze Polski w 1795 roku Domaszewicze, wcześniej należące do województwa nowogródzkiego Rzeczypospolitej, znalazły się na terenie guberni słonimskiej (1795–1796), później litewskiej (1797–1801), grodzieńskiej (1801–1842) i mińskiej (1843–1917) Imperium Rosyjskiego. 
Po ustabilizowaniu się granicy polsko-radzieckiej w 1921 roku Domaszewicze wróciły do Polski, należały do gminy Stołowicze w powiecie baranowickim województwa nowogródzkiego, od 1945 roku – w ZSRR, od 1991 roku – na terenie Republiki Białorusi.
W latach 70. XIX wieku istniała tu kaplica katolicka należąca do parafii Stołowicze. Na terenie wsi znajduje się cmentarz.
W 1915 roku wieś została spalona przez Oddział Śląski 4 Dywizji Landwehry Cesarstwa Niemieckiego. Po I wojnie światowej majątek rozparcelowano pod osadnictwo wojskowe.
W 1986 roku w pobliżu wsi (3 km na południowy wschód od jej centrum) uruchomiono dużą fabrykę sprzętu elektrycznego. Obecnie fabryka działa pod nazwą Baranowiczskij stankostroitelnyj zawod i należy do spółki Atlant. Produkuje sprężarki, oraz sprzęt AGD: przede wszystkim lodówki i zamrażarki.

## Dawny dwór

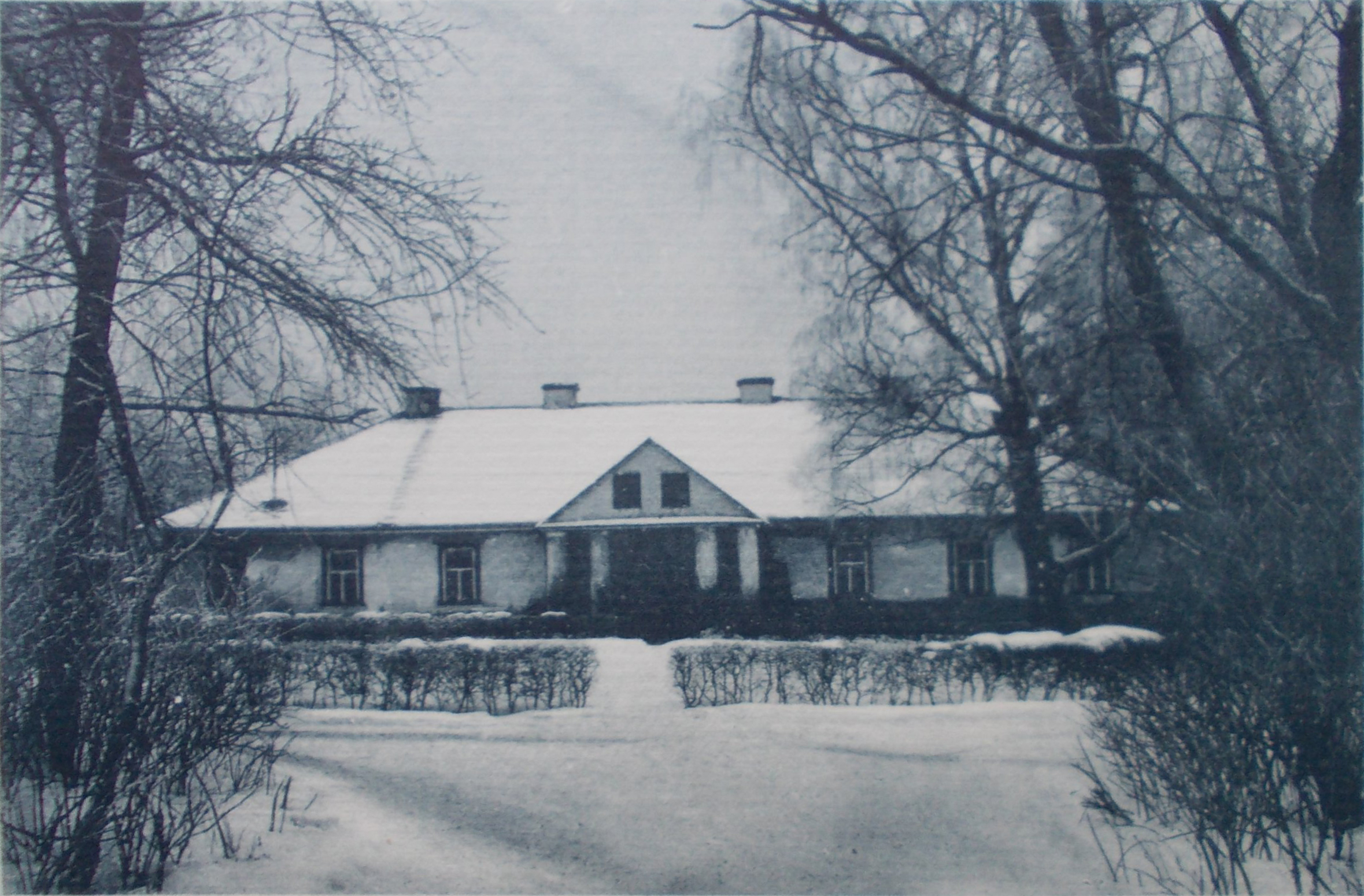
Dwór podczas I wojny światowej

Na początku XIX wieku Korbutowie wybudowali nad wysokim brzegiem jeziora Domaszewickiego parterowy dwór na planie prostokąta, kryty wysokim, gładkim, gontowym czterospadowym dachem. Od strony podjazdu dom posiadał portyk, którego trójkątny szczyt z dwoma oknami był wsparty dwiema parami kolumn. Przed domem rozciągał się kolisty gazon o średnicy około 25 m, otoczony strzyżonym żywopłotem. 
Do domu prowadziła aleja lipowa. Park i ogród pochodzące też z początku XIX wieku leżały między dworem a brzegiem jeziora. Przez park prowadziło kilka alej.
Dwór istniał prawdopodobnie do I wojny światowej. Drzewa rosnące na miejscu dworu miały na przełomie XX i XXI wieku co najmniej 50 lat. Obecnie pozostałości parku o powierzchni około 5 ha są uznawane za teren rekreacyjny.
Majątek w Domaszewiczach jest opisany w 2. tomie Dziejów rezydencji na dawnych kresach Rzeczypospolitej Romana Aftanazego.